# سیم‌سیتی ۴: ساعت حمله
سیم‌سیتی ۴: ساعت شلوغی (به انگلیسی: SimCity 4: Rush Hour) یک بازی ویدئویی منتشر شده توسط شرکت الکترونیک آرتز است. این بازی در تاریخ ۲۲ سپتامبر ۲۰۰۳ عرضه شده و سازنده آن ماکسیس است.